# Az Alien-univerzum lényei
Az Alien (idegen) vagy Xenomorph, pontosabban XenomorphXX121 kitalált földönkívüli parazita faj, melynek tagjai az Alien-tetralógia elsődleges negatív szereplői. A rendkívül agresszív és vérszomjas faj elsőként az 1979-es A nyolcadik utas: a Halál című filmben tűnt fel, majd annak folytatásaiban is szerepelt. (A bolygó neve: Halál, A végső megoldás: Halál, Alien 4. – Feltámad a Halál, Alien: Covenant). Emellett feltűnt két spin-off filmben, amik az azonos című képregénysorozat alapján készültek (Alien vs. Predator – A Halál a Ragadozó ellen, Aliens vs. Predator – A Halál a Ragadozó ellen 2.) és számtalan, a sorozathoz többé-kevésbé kapcsolódó regényben, valamint videójátékban is szerepelt.
A science fiction-műfaj sok más földönkívüli szereplőjével ellentétben az idegenek nem alkotnak intelligens civilizációt, hanem olyan ösztönlények, melyeknek egyetlen célja a szaporodás és a potenciális veszélyforrások elpusztítása. A termeszekhez és hangyafélékhez hasonló kasztosodott társadalmat alkotnak, melyben egy királynő hozza világra a boly tagjait. Rendkívül agresszívek minden más élőlénnyel szemben.

## Elnevezése
A franchise indítófilmjében (Alien, magyarul: A nyolcadik utas: a Halál) csak egyetlen kifejlett példány tűnik fel a fajból, a filmben nem adnak nekik külön nevet, csak „a lény”-ként emlegetik. A második filmben (Aliens, avagy: A bolygó neve: Halál)  kerül elő a Xenomorph (sz. sz. "idegen alkatú", értsd: idegen lény) kifejezés, melyet Gorman hadnagy használja, mint általában az idegen lényekre (és nem csak a filmben feltűnő fajra) alkalmazott szakkifejezést. Gyűjtőnév volta ellenére a kifejezés hamar elterjedt, eleinte főleg a rajongók körében, később más alkotások is (pl. számítógépes játékok és képregények, valamint az Alien 3 egy újravágott változatának a forgatókönyvei) is így használták, az idegen faj (egyik lehetséges) neveként.
Később (2014-ben) egy kézikönyv (The Weyland-Yutani report), amely a Weyland-Yutani társaság fiktív, útmutató kézikönyve formájában íródott, a XenomorphXX121 nevet adta az idegen fajnak, és átvette azt a korábban megjelent elméletet is, miszerint a faj anyavilága a Proteus nevű idegen bolygó.

## Felépítés
Bár ezek a lények alapvetően besorolhatóak három, jól elkülöníthető és igen különböző kasztba (lásd lentebb), mégis akadnak olyan tulajdonságok, melyek mindháromra, vagy legalább kettőre igazak.
Az első ilyen a savas testfolyadék. Nem tudjuk pontosan, hogy a savas, maró anyag a lényekben csakugyan olyan funkciókat lát-e el, mint a vér, esetleg védelmi mechanizmus, vagy egyszerűen csak a szövetek közt lévő anyag. Mindenesetre annyi biztos, hogy ez a sav erősen maró hatású. A filmekben szinte „mindenen átrágja magát”.
A másik ilyen dolog, a lények testét nagy mennyiségben körülvevő nyálka.
A következő tulajdonságok csupán a lények két kasztjára, a királynőre és a katonára érvényesek:
- a testet fedő fekete, kemény réteg, olyasmi, mint a kitin a rovarok esetében;
- a koponyán belül található úgynevezett „második száj”, egy kinyújtható, fogakkal rendelkező, harapásra képes szájszerv, mely a zsákmány megragadásában, és szájhoz való emelésében játszhat szerepet. A lények rendelkeznek elsődleges fogsorral is.

Jellemző tulajdonságuk továbbá: húsevők vagy dögevők, illetve a királynők intelligenciaszintje - a dolgozókéval ellentétben - igazán magas. Táplálkozásukra nem igazán tér ki egyik film sem és valószínűlegt függ a gazdatesttől is. Az első film rendezői változata és a második film egyértelműen utalt elsődleges célként szaporodásra, valamint emellett a tetemeket a továbbiakban használták fel. Ennek a további filmek már ellentmondanak sokkal vérengzőbb hatás kedvéért. A  3.-4. filmek esetében meg lehet magyarázni állati gazdatesttel és klónozásból adódó erőszakos intelligenciával, de az egyéb kapcsolódó filmek szálai logikátlanul használják a vérengzést.

## Egyedfejlődés

### A lények életciklusa
Minden lény, legyen királynő vagy dolgozó, a teljes kifejlődésig ugyanazt az utat járja be.
A kis arctámadók mindig egy-egy 'tojásban' foglalnak helyet. E tojások nem olyan szerepet játszanak, mint a gyíkok vagy madarak esetében. Inkább húsos, ellenálló védőtokok az arctámadók és a bennük lévő embrió számára, mely tápanyagokkal látja el azt. A tojás érzékeli a gazdatest közelségét, s a megfelelő pillanatban képes kinyílni, úgymond aktiválni a benne lévő arctámadót. Az arctámadó rátapad a gazdatest arcára, és a szájon át egy embriót juttat a szervezetébe, miközben elzárja az oxigén útját, ami bizonyos ideig kómaszerű állapotot idéz elő.
Miután az arctámadó bejuttatta az embriót a gazdatestbe, az odabent kezd el fejlődni. Az embrió átveszi az irányítást a gazdatest szervezete felett, így az őt kezdi el táplálni. A fulladás megakadályozása érdekében az arctámadó látja el oxigénnel a gazdatestet. A gazdatest az eszméletlenségből hosszabb-rövidebb idővel az embriófejlődés befejezte előtt felébredhet. Az inkubációs periódus végén az embrió agresszív módon kitör a gazdatestből – ember esetében általában a mellkason keresztül – majd ha ezt zavartalanul megteheti, elfogyasztja azt; más esetben elmenekül. Az inkubációs folyamat 1-10 napig tart, királynő esetében tovább.
Ezek az idegen lények, egyes rovarokhoz hasonlóan, kiterjedt kolóniában élnek, melynek központjában a királynő áll. Az ő táplálása a dolgozók vagy katonák feladata. Az „idegenek” sajátos életciklussal is rendelkeznek (lásd: lejjebb). Az első kaszt ezen életciklus része, tulajdonképpen nem is nevezhető valódi kasztnak.

### Formák és kasztok

#### „Arctámadó”(facehugger)
Leginkább skorpióra emlékeztet; a farokkal együtt mintegy 60–90 cm hosszú, sárgás színű lény nyolc csáppal v. karral rendelkezik, amikkel részben mozog, részben áldozatára tapad. A kifejlett formához képest csökevényes felépítésű, nem rendelkezik halló-, látó-, szagló-, vagy épp szaporító szervekkel. Egyetlen feladata, hogy egy gazdatest fejére rátapadva, annak belsejébe egy életképes „embriót” vagy embriót kifejlesztő spórát juttasson, amely később ott kifejlődik. A klasszikus filmek soha nem magyarázták meg pontosan ezt és a "magzat" elhelyezkedését sem. Ugyan a 4. rész mutatja a nyelőcsövet vagy a légcsövet, de a lény kifejlődéséhez ez lehetetlen. Például a 3. filmben a királynő hosszabb fejlődése alatt a szereplő nem tudna hosszútávon lélegezni és enni. Az 1. film rendezőjével készült Covenant már azt mutatja be, hogy - biológiai fegyver által arctámadó helyett kialakuló zsákszerű élő szerv - spórát juttat a gazdatest üregeibe és az ottani esetben különböző kimeneti helyekkel törnek ki a lények. Így spórabeültetés valószínűsíthető az arctámadóhoz is, de ebben az esetben az embriók csak a mellüregből előre törnek ki. Az arctámadó rendkívül ellenálló élőlény. Képes a magában őrzött embriót nagyon hosszú időn át védelmezni úgy, hogy bőrrétegébe folyamatosan szilíciumot épít be, így téve magát ellenállóvá.
Miután elhelyezte az embriót áldozatában, az arctámadó bizonyos idő után elpusztul. Egyik módosult változata a királynőt hordozó lény, amely sokkal védettebb társainál, s lábai közt valamilyen hártya feszül.
Sokan úgy tartják, hogy az arctámadó nagyon emberi fejre igazodott, és hogy ez felettébb különös, hiszen találkozásra elég kevés az esély. Erre több magyarázat is létezik. Az Alien versus Predator sorozat szerint  (utóbbi filmek cselekménye az Alien sorozat részei előtt játszódik): kiderül, hogy az Alieneket emberekben tenyésztik a Predatorok, ezért igazodik az emberi fejhez az arctámadó felépítése. Ha azonban más élőlényben fejlődik ki az Alien, és nem emberben, a felépítése is más lesz: a Predatorok arctámadói másképp néznek ki. A Prometheus c. 2012-es film szerint mind az emberiség, mind az arctámadók mesterséges életformák, emberszerű idegenek (a „teremtők”) által kifejlesztve. Az arctámadók valójában biológiai fegyverek, amelyekkel az emberiséget akarták kiirtani (egyelőre ismeretlen ok miatt), amelyek gyorsan képesek mutálódni egy-egy új gazdatesthez; és felépítésük a mesterséges és célszerű voltuk miatt igazodik általában is a humanoidok felépítéshez.

#### „Dolgozó” vagy „katona”(drone)
Ez az idegenek legnépesebb kasztja. Tagjaira jellemző a karcsú, magas testalkat, a hosszú koponya, a tüskés farok, a háton található tüskék (egyesek szerint légcsövek), és a négy, karmokban végződő végtag. Abból az embrióból fejlődik ki, amit az arctámadó helyez el áldozataiban. A katona a farkán található "fullánkot" idegméreg bejuttatására használja az áldozatába. Kiválóan úszik. Színe segítségével jól el bír rejtőzni sötétebb helyeken is.
A „kitörés” (lásd: lejjebb) után a még fejletlen dolgozó vedlik, bőre keményebb és sötétebb lesz, s eléri a végső, kifejlett formát. Mindez igen rövid ideig tart.
A „katona” hihetetlenül jó túlélő. Szinte bármilyen atmoszférához alkalmazkodik, és igen hosszú ideig (több évszázad vagy évezred) képes táplálkozás nélkül is életben maradni, valamint látszólag bármit képes táplálék gyanánt elfogyasztani.

### Királynő(Queen)
A királynő a „boly” nőivarú vezetője, feltehetőleg az egyetlen szaporodásra képes lény a bolyban. Megközelítőleg 2-3 méterrel magasabb, és jóval termetesebb, súlyosabb a harcos idegennél. Koponyája sokkal nagyobb és laposabb, rajta széles, felfelé ívelő taraj. Négy mellső, két hosszú hátsó végtagja, valamint hat tüskéje van. Feltűnő szerve a tojásokat hordozó tömlő, s annak végén a tojócső, mely akár a testméretének többszörösét is kiteheti.
A Királynő halála esetén a xenomorphok megzavarodnak. Ha nincs Királynő akkor egy Praetorian nevű egyed fejlődik át. Ha ez a lényfajta sincs (ami csak egy irtás során lehetséges,) akkor a legerősebb katona bebábozódik, majd kifejlődik belőle a Praetorian. 5-15 nap után a báb szétreped és megszületik az új Királynő.
Az új Királynő pár nap múlva képes a tojások lerakására. Vérszomja csökken, és kinézetre is megváltozik. A Királynő csak a legsúlyosabb esetek miatt hagyja el a fészket. Ekkor újjáéled gyilkolási vágya.

### Here
A bolyban elvétve a sok semleges nemű egyed mellett található néhány hím is. Ezek javarészt hatalmi harcot folytatnak egymással, és aki ezt túléli, megtermékenyítheti a királynőt. Ezt a helyzetet nem élvezheti túl sokáig: a királynő a megtermékenyítés után felszabdalja. Mindez az "Aliens: Lidérces utazás" regényből derül ki.

## Társadalmi felépítés
Az idegenek „társadalma” az államalkotó rovarokhoz hasonló. Középpontjában a királynő áll, amely különböző kommunikációs csatornákon keresztül uralma alatt tartja a boly többi tagját. A dolgozók vagy katonák feladata csupán csak az ő, illetve a tojások ellátása, gazdatestek begyűjtése.

## Predalien
A predalien tulajdonképpen ugyanolyan Xenomorph-lény, mint a többi, csak egy predatorból kelt ki. Feje rövidebb, bőre színe világosabb, mint az emberből kikelt aliené, vagy a kutyából kikelt dogaliené. Hasonló az Alien 4. – Feltámad a Halál című filmben megjelenő újszülött hibrid alienéhez, de annál érdesebb. A szája körül megtalálhatóak a predatoroknál jellemző rágócsápok, általában kettő vagy négy darab, és a szájüregben az alieneknél megtalálható második állkapocs. A feje szélén lelógnak a predator hússzerű hajai. Légzőcsápjai vastagabbak, és van, amelyik üreges. Eddig az Alien vs. Predator játékokban, a film végén, valamint az Aliens vs. Predator – A Halál a Ragadozó ellen 2. című filmben tűnt fel.
Négy változata ismert:
- csáprágós a haj nélkül;
- csáprágós hajjal;
- csáprágós csontgallérral haj nélkül;
- csáprágós csontgallérral és hajjal.